# Psaenythia tricolor
Psaenythia tricolor är en biart som beskrevs av Joseph Vachal 1909. Psaenythia tricolor ingår i släktet Psaenythia och familjen grävbin. Inga underarter finns listade i Catalogue of Life.